# 比嘉寿光
比嘉 寿光（ひが としみつ、1981年4月19日 - ）は、沖縄県島尻郡豊見城村（現・豊見城市）出身の元プロ野球選手（内野手）。
アーティスティックスイミング日本代表で世界水泳金メダリストの比嘉もえは娘。

## 来歴・人物

### プロ入り前
小学校時代は主将としてチームの中心選手として活躍した。豊見城村立長嶺中学校（現・豊見城市立長嶺中学校）時代は軟式野球部に所属し主将で4番・捕手として県大会優勝を果たす。
進学した沖縄尚学高校では1年の秋から捕手としてレギュラーを獲得した。2年春のチャレンジマッチ・沖縄水産高校戦では、新垣渚から満塁ホームランを放ち自信を深めた。3年時に第71回選抜高等学校野球大会で、4番で主将・遊撃手として春夏通じて沖縄県勢初となる全国大会優勝に貢献した。続く第81回全国高等学校野球選手権大会では2回戦で都城高校に敗れている。同学年のチームメイトに比嘉公也がいる。夏の甲子園大会終了後アメリカで行われた日米野球では、全日本代表の4番打者として出場しホームランも放ち、現地のメジャーのスカウトをして「What a shot!（何て当たりだ！）」と言わしめた。
その後早稲田大学社会科学部に入学。野球部では1年時から遊撃手として出場、後に三塁手に転向する。4年時には沖縄県出身者として早大初の主将を務め、早大野球部史上初の4連覇・全勝優勝を果たした。4番打者としても長打力を遺憾なく発揮し、春秋連続でベストナインに選ばれた。大学通算成績は77試合出場、297打数77安打、打率.259、9本塁打、47打点。同期には由田慎太郎、青木宣親、鳥谷敬らがいる。
2003年ドラフト3巡目で広島東洋カープに入団。

### プロ入り後
2005年、二軍でチーム2位の81試合に出場して打率.282、4本塁打、8盗塁の好成績を残す。シーズン終盤に一軍初出場を果たし、代打でのプロ入り初打席初本塁打をマークした。
2006年も二軍でチーム2位の72試合に出場したが打率.200と低迷した。2007年は二軍で4番を任されるなど期待されたが、打率.228と不調に終わった。2年とも一軍出場はなかった。出場機会を増やすため、本職の三塁手だけでなく一塁手・二塁手・外野手としても起用された。
2008年は正三塁手の新井貴浩が阪神タイガースに移籍したことでチャンスが巡ってくるかと思われたが、春先に故障。三塁のポジションもそれまでのライバルから三塁経験に乏しい選手までひしめき合う激戦区となり、二軍でも少ないチャンスを活かせず、プロ入り後最低の成績となった。2009年からは背番号を52に変更した。
2009年10月9日、戦力外通告を受け、10月23日、コミッショナーより任意引退が公示された。

### 引退後
2010年より一軍チーム付き広報に就任しブログを利用した広報活動を始めた。
現在は球団編成部で編成課長を務める。

#### 社会奉仕活動
2016年より一般社団法人「レッドバード」の代表理事を務める。同団体の理事で早大時代の同期の鳥谷とはプライベートで付き合う仲であり、野球を通して何か役に立ちたいという価値観が一致したことから共同で活動を始めた。

## 詳細情報

### 年度別打撃成績
| 年 度     | 球 団     | 試 合 | 打 席 | 打 数 | 得 点 | 安 打 | 二 塁 打 | 三 塁 打 | 本 塁 打 | 塁 打 | 打 点 | 盗 塁 | 盗 塁 死 | 犠 打 | 犠 飛 | 四 球 | 敬 遠 | 死 球 | 三 振 | 併 殺 打 | 打 率 | 出 塁 率 | 長 打 率 | O P S |
| --------- | --------- | ----- | ----- | ----- | ----- | ----- | -------- | -------- | -------- | ----- | ----- | ----- | -------- | ----- | ----- | ----- | ----- | ----- | ----- | -------- | ----- | -------- | -------- | ----- |
| 2005      | 広島      | 8     | 17    | 16    | 3     | 3     | 1        | 0        | 1        | 7     | 2     | 0     | 0        | 0     | 0     | 1     | 0     | 0     | 4     | 0        | .188  | .235     | .438     | .673  |
| 通算：1年 | 通算：1年 | 8     | 17    | 16    | 3     | 3     | 1        | 0        | 1        | 7     | 2     | 0     | 0        | 0     | 0     | 1     | 0     | 0     | 4     | 0        | .188  | .235     | .438     | .673  |

### 年度別守備成績
| 年 度 | 球 団 | 二塁  | 二塁  | 二塁  | 二塁  | 二塁  | 二塁     |
| 年 度 | 球 団 | 試 合 | 刺 殺 | 補 殺 | 失 策 | 併 殺 | 守 備 率 |
| ----- | ----- | ----- | ----- | ----- | ----- | ----- | -------- |
| 2005  | 広島  | 6     | 14    | 13    | 0     | 1     | 1.000    |
| 通算  | 通算  | 6     | 14    | 13    | 0     | 1     | 1.000    |

### 記録
- 初出場：2005年9月19日、対横浜ベイスターズ19回戦（横浜スタジアム）、8回表に松本高明の代打で出場
- 初打席・初安打・初本塁打・初打点：同上、8回表にマイク・ホルツから中越2ラン　※史上46人目の初打席初本塁打[注 1]
- 初先発出場：2005年9月24日、対阪神タイガース21回戦（広島市民球場）、7番・二塁手で先発出場

### 背番号
- 10 （2004年 - 2008年）
- 52 （2009年）